# Jules Dufour (personnalité politique)
Pour les articles homonymes, voir Dufour et Jules Dufour.
Jules Dufour, né le 5 octobre 1875 à Montpreveyres et mort le 30 avril 1934 à Vevey, est une personnalité politique suisse, membre du Parti libéral.

## Biographie
Après avoir suivi un apprentissage d'employé de commerce à Thoune, il est engagé comme fondé de pouvoir dans une banque privée vaudoise. Il est élu successivement au Conseil communal de Vevey, au Grand Conseil du canton de Vaud, puis, en 1920, au Conseil d'État à la tête du département de Justice et Police. 
Pendant sa carrière, il est également membre du conseil d'administration des Chemins de fer fédéraux et président du conseil général de la Banque cantonale vaudoise.